# Cis zeelandicus
Cis zeelandicus is een keversoort uit de familie houtzwamkevers (Ciidae). De wetenschappelijke naam van de soort werd in 1880 gepubliceerd door Edmund Reitter.
De soort was verzameld door Richard Helms in de buurt van Greymouth in Nieuw-Zeeland.